# Elena Antonescu
Elena Oana Antonescu (ur. 30 grudnia 1979 w Târgoviște) – rumuńska polityk i prawniczka, deputowana do Parlamentu Europejskiego VII kadencji.

## Życiorys
Ukończyła studia prawnicze na Uniwersytecie im. Nicolae Titulescu w Bukareszcie. Kształciła się także w SNSPA w Bukareszcie, odbyła szereg studiów podyplomowych i kursów zawodowych. Pracowała w prywatnej spółce akcyjnej i w firmach prawniczych. Od 2005 pełniła funkcję doradcy premiera, a od 2007 doradcy rumuńskiego rządu. W 2001 wstąpiła do Partii Demokratycznej, przekształconej w 2008 w Partię Demokratyczno-Liberalną.
W wyborach w 2009 z listy PDL uzyskała mandat posłanki do Parlamentu Europejskiego. Przystąpiła do grupy Europejskiej Partii Ludowej, została też członkinią Komisji Ochrony Środowiska Naturalnego, Zdrowia Publicznego i Bezpieczeństwa Żywności.